# Ludolf de Jongh
Ludolf Leendertsz. de Jongh (Overschie, 1616 – Hillegersberg, 1679) was een Nederlands schilder, koopman en bestuurder. De Jongh behoorde tot de Hollandse School en liet als schilder, anders dan veel van zijn tijdgenoten, een zeer gevarieerd oeuvre na, bestaande uit portretten, landschappen en historiestukken.
De Jongh was leerling bij onder meer Cornelis Saftleven. Van 1635 tot 1642 woonde hij in Frankrijk. In 1642 vestigde hij zich in Rotterdam. Zijn eerste schilderijen dateren ook van dat jaar. De Jonghs werk eind jaren 40 is sterk beïnvloed door de Utrechtse caravaggisten, met name door dat van Jacob Duck. In de jaren 50 was hij een van de meest toonaangevende schilders van Rotterdam. Hij paste in deze periode ook verschillende nieuwigheden in de schilderkunst toe, zoals meer expressiviteit in zijn portretten, duidelijk meetbare ruimten en meer aandacht voor lichtinval. Zijn werk uit deze periode is sterk beïnvloed door een jonge Pieter de Hooch.
Na omstreeks 1660 schilderde hij steeds minder, waarschijnlijk vanwege zijn bezigheden als koopman, zijn verplichtingen aan de Rotterdamse schutterij, waar hij officier was, en, later, omdat hij schout werd van Hillegersberg.
- Biblioteca Nacional de España: XX982625
- Bibliothèque nationale de France: cb122690784 (data)
- Biografisch Portaal: 01056452
- Digitale Bibliotheek voor de Nederlandse Letteren: jong080
- Gemeinsame Normdatei: 136328598
- International Standard Name Identifier: 0000 0000 8245 994X
- KulturNav: a6e47348-6920-44cf-8db7-49e59d3785a8
- Library of Congress Control Number: n90707570
- Nationale Bibliotheek van Israël: 987007424564205171
- Nederlandse Thesaurus van Auteursnamen: 074639935
- RKD-Nederlands Instituut voor Kunstgeschiedenis: 42770
- Système universitaire de documentation: 031484220
- Union List of Artist Names: 500025439
- Virtual International Authority File: 60712618
- WorldCat: E39PBJtMhJWvbRpwBTtXXkd84q